# Džjudžajgov
Džjudžajgov (kitajsko: 九寨沟, pinjin – Jiǔzhàigōu, tibetansko: གཟི་རྩ་སྡེ་དགུ།), dobesedno tudi Dolina devetih vasi, je naravni rezervat in narodni park v južnem delu gorovja Min Šan, ki se nahaja na severu province Sečuan, v okrožju Nanping. Zajema okoli 720 km2 površine. Na jugu meji na Huanglong, ki je prav tako zaščiteno območje, vendar neposredni prestop ni možen, zato mora obiskovalec narediti približno 120 km ovinek.
Tako kot Huanglong so tudi dolino Džjudžajgov dolga leta poznali samo domačini. Leta 1978 je kitajska vlada sprejela prve zaščitne ukrepe in prepovedala sečnjo gozdov. Dandanes dolino obišče preko 10.000 obiskovalcev na dan. UNESCO je dolino razglasil za svetovno naravno dediščino leta 1992.

## Topografija in zanimivosti
Pokrajino dejansko oblikujejo tri doline, in sicer višje ležeči dolini Ridze (kitajsko: 日则沟, pinjin: Rìzé Gōu) in Dzečava (kitajsko: 则查洼沟, pinjin: Zécháwā Gōu), ki tečeta iz juga in se združujeta v dolino Šudženg (kitajsko: 树正沟, pinjin: Shùzhèng Gōu), kar daje obliko črke Y. Doline se iz nadmorske višine postopno vzpenjajo iz 2000 m na ustju doline Šudženg do preko 4700 m na vrhu doline Dzečava, na gori Gandzigonggaj.
Skozi območje potekajo številne prelomnice, ki so nastale zaradi trka Evrazijske plošče s ploščo Jangce; potresi so tako v veliki meri oblikovali okolico. Površje Džjudžajgovja tvori povečini apnenec, zaradi katerega so ob delovanju ledenikov in vodovja nastali številni kraški pojavi. Najvidnejše znamenitosti Džjudžajgovja so njegova številna kristalno čista ledeniška jezera, ki so zaradi apnenca obarvana v modrih, zelenih in turkiznih odtenkih.

### Dolina Ridze
Dolina Ridze, dolga okoli 18 km, je jugozahodni del Džjudžajgovja. Od najvišjega dela si sledijo naslednje zanimivosti:
- Pragozd (kitajsko: 原始森林, pinjin: Yuánshǐ Sēnlín);
- Labodje jezero (kitajsko: 天鹅海, pinjin: Tiān'é Hǎi);
- Jezero dišečih trav (kitajsko: 草海, pinjin: Cǎo Hǎi), znano po otočkih trav, ki rastejo na debelih slojih zelenih alg pod gladino vode;
- Bambusovo jezero (kitajsko: 箭竹海, pinjin: Jiànzhú Hǎi)
- Jezero pand (kitajsko: 熊猫海, pinjin: Xióngmāo Hǎi), ki se izliva preko številnih potokov v 78 m visoke Pandine slapove; navkljub imenu se plahe orjaške pande ne upajo priti v bližino jezera zaradi hrupa prometa na bližnji cesti;
- Jezero petih cvetov (kitajsko: 五花海, pinjin: Wǔhuā Hǎi), ki je plitvo jezero, v katerem uspevajo alge različnih barv, kar daje barvno paleto od rumene preko zelene do modre barve.
- Obala biserov (kitajsko: 珍珠滩, pinjin: Zhēnzhū Tān), kjer se je lehnjak nakopičil na velikih, strmih in pahljačastih površinah, na katerih rastejo majhni grmički in zelene alge; preživijo le redke rastline, saj brzice nenehno odnašajo humus in nalagajo nove plasti sige, semena pa se ugnezdijo ob odmrlih drevescih in grmičih; rob obale je dolg 310 m, voda pa pada v 28 m globoko sotesko preko Bisernega slapa;
- Zrcalno jezero (kitajsko: 镜海, pinjin: Jìng Hǎi).

### Dolina Zečava
Dolina Zečava je jugovzhodni del Džjudžajgovja in je podobne dolžine kot dolina Ridze. Od najvišjega dela si sledijo naslednje zanimivosti:
- Dolgo jezero (kitajsko: 长海, pinjin: Cháng Hǎi) je z več kot 100 m najglobje in s 4,5 km dolžine največje jezero Džjudžajgovja, poleg tega leži na nadmorski višini 3060 m, s čimer je najvišje jezero te pokrajine; vidnih odtokov jezero nima, pač pa ponikne v tla;
- Jezero petih barv (kitajsko: 五彩池, pinjin: Wǔcǎi Chí) je eno od najmanjših jezer, vendar tako kot Jezero petih cvetov eno od najbolj barvitih jezer.
- Sezonska jezera (kitajsko: 季节海, pinjin: Jìjié Hǎi) sestavljajo tri jezera, ki v sušnih obdobjih presahnejo, v deževnih pa se zopet napolnijo.

### Dolina Šudženg
Dolina Šudženg je glavni severni del Džjudžajgovja, dolga okoli 14,5 km. Od najvišjega predela do najnižjega dela pri ustju doline si sledijo naslednje zanimivosti:
- Slapovi Nuorilang (kitajsko: 诺日朗瀑布, pinjin: Nuòrìlǎng Pùbù) so široki 320 m in padajo okoli 20 m v globino;
- Jezera Nuorilang (kitajsko: 诺日朗群海, pinjin: Nuòrìlǎng Qúnhǎi) in jezera Šudženg (树正群海 Shùzhèng Qúnhǎi) sta niza 18 in 19 jezer (po vrstnem redu), ki sta nastala s polzenjem ledenikov in naravno zajezitvijo z lehnjakom; nekatera imajo svoja imena, kot so Nosorogovo, Neznano in Tigrovo jezero;
- Jezero spečega zmaja (kitajsko: 卧龙海, pinjin: Wòlóng Hǎi) je dobilo ime po dobro vidnem apnenčastem nasipu, ki je podoben ležečemu zmaju na jezerskem dnu;
- Trstno jezero (kitajsko: 芦苇海, pinjin: Lúwěi Hǎi) je obdano z močvirskim trstičevjem, sredi jezera pa je viden »potok« turkizne barve; kontrast je najlepši jeseni, kot trstje porumeni v zlato rumeno barvo.

## Rastlinstvo in živalstvo
Povsod v dolini je rastje zelo bujno. Mešani in iglasti gozdovi dajejo zatočišče mnogim živalskim vrstam, med drugim orjaškim pandam, ki je eno od redkih naravnih zatočišč teh ogroženih živali, in toponosim nosanom oz. zlatim opicam. Na območju prebiva več kot 140 vrst ptic, med drugim zlati fazan.